# Undeuchaeta major
Undeuchaeta major är en kräftdjursart som beskrevs av Giesbrecht 1888. Undeuchaeta major ingår i släktet Undeuchaeta och familjen Aetideidae. Inga underarter finns listade i Catalogue of Life.